# 에르니 망골트

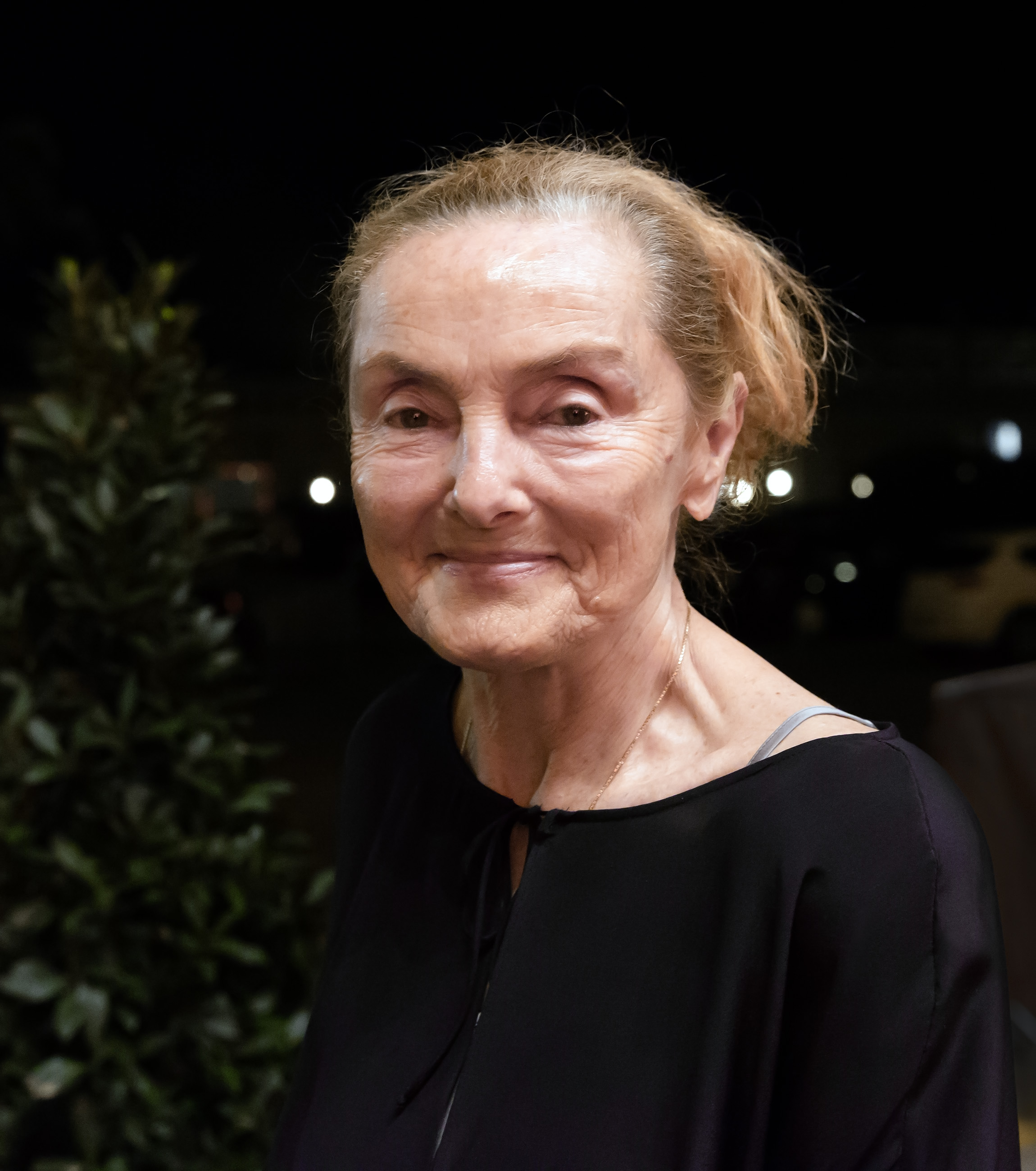

에르니 망골트(독일어: Erni Mangold, 1927년 1월 25일 ~ )는 오스트리아의 배우이다. 1948년부터 활동하였다. 본명은 에르나 골트만(Erna Goldmann)이다.

## 영화
- 더 라스트 댄스 (2014년)
- 3096일 (2013년) - 볼프강 할머니 역
- 커밍 오브 에이지 (2011년)
- 방문 (2010년)
- 카이펙 머더 (2009년)
- 베를린의 여인 (2008년)
- 노스페이스 (2008년)
- 침묵의 거주자 (2007년)
- 비포 선라이즈 (1995년)
- 암흑가의 카스바흐 (1979년)
- 너희가 나를 사랑하기만을 (1976년)